# Luiz Fernando Pereira da Silva
Luiz Fernando Pereira da Silva, mais conhecido como Fernandinho (Santa Barbara D'oeste, 25 de novembro de 1985), é um futebolista brasileiro que atua como ponta. Atualmente, joga pelo Retrô.

## Carreira

### Início
Começou a carreira em 2004 seguindo até 2006 no Central Sport Club e jogando a série C de 2006 pelo Ferroviário, em 2007 ficou pouco tempo no Citizen, um time de Hong Kong, e depois partiu para o Barueri, onde acabou sendo um dos destaques do Brasileirão de 2009.
Ao terminar o campeonato brasileiro de 2009, Fernandinho foi eleito a revelação do campeonato.

### São Paulo
No final de 2009 Fernandinho foi sondado por grande clube do estado de São Paulo, Sport Club Corinthians Paulista e o São Paulo Futebol Clube, com o qual fechou um acerto.
No dia 28 de fevereiro de 2010, Fernandinho estreou com a camisa do São Paulo Futebol Clube, na partida contra o Monte Azul válida pelo campeonato paulista marcando quatro gols entrando apenas no segundo tempo. Porém, depois, Fernandinho ficou marcado como um jogador que se machuca muito e nunca mais conseguiu repetir atuação de sua estreia.
Apesar de não ter conseguido sequência durante a vigência de seu contrato, Fernandinho ficou marcado na história do clube, do futebol mundial e brasileiro. Em 27 de março de 2011, foi ele quem sofreu a falta que originou o 100º gol do goleiro-artilheiro Rogério Ceni, justamente no estádio em que brilhou para o futebol: Arena Barueri. Devido à façanha, Fernandinho, inclusive, foi presenteado por Rogério Ceni com a camisa do jogo, presente que guarda com carinho em um quadro até hoje.

### Al-Jazira
Em 10 de julho de 2012, Fernandinho, por sua vez, acertou sua transferência para o Al-Jazira. Em 26 de julho de 2012, o jogador foi apresentado no novo clube, onde acredita na edição de uma grande parceria com o amigo e agora novamente colega Ricardo Oliveira, com quem jogou no São Paulo em 2010, e vestirá a camisa 12, previamente usada pelo veterano zagueiro Sami Rubaiya. O contrato entre ambas as partes tem duração de três anos.

### Atlético Mineiro
No dia 7 de agosto de 2013, Fernandinho foi confirmado como novo reforço do Atlético Mineiro, com vista à disputa do Mundial de Clubes.
Fernandinho teve boa passagem pelo Atlético, agrandando a maior parte da torcida alvinegra, tendo em 47 jogos marcado 9 gols. Porém, no mês de maio de 2014, Fernandinho se recusou  a viajar com a equipe para realizar um jogo em Ipatinga válido pela 7° rodada do Campeonato Brasileiro, já que se completasse os 7 jogos pelo Galo no campeonato, não poderia atuar por outra equipe da Série A como diz o regulamento. Sendo assim o Atlético rompeu o contrato com o jogador que duraria até o fim do mês de Junho e o jogador deve se reapresentar para o Al Jazira que é o clube detentor de seu passe. Ao ser dispensado do Galo, Fernandinho evitou polemizar ainda mais com o presidente do clube, Alexandre Kalil, mas segundo o atacante: "Deixa ele (Kalil) se queimar pela boca [...]".

### Grêmio
No dia 9 de Julho de 2014, o Grêmio anunciou a contratação do atacante por € 2 milhões junto ao Al-Jazira.

### Hellas Verona
No dia 21 de janeiro de 2015, Fernandinho foi emprestado para o Hellas Verona, empréstimo válido por 6 meses, foi emprestado para aliviar a folha salarial do Tricolor Gaúcho, o clube italiano pagou € 1 milhão (R$ 3 milhões) pelo empréstimo de Fernandinho, com opção de compra no meio do ano.

### Retorno ao Grêmio
Após passagem apagada pelo clube italiano, Fernandinho voltou para o Grêmio no meio de 2015 com status de reforço.

### Flamengo
Em 7 de abril de 2016, o Grêmio anunciou o empréstimo válido por um ano de Fernandinho ao Flamengo.
Muito contestado pela torcida, Fernandinho fez seu primeiro gol com a camisa rubro-negra somente em sua 16a partida pelo clube. E foi logo um golaço, e muito importante. Após perder a partida de ida da Copa Sul-Americana para o Figueirense por 4x2, o Flamengo precisava de uma vantagem de 2 gols na partida de volta. Aos 15 min do 2o tempo, quando ainda estava 2x1 para o Flamengo, o técnico Zé Ricardo decidiu sacar Everton e colocar Fernandinho em campo. A torcida não gostou da troca e vaiou. Porém, 11 min após entrar em campo, Fernandinho fez o gol que garantiu a classificação rubro-negra. Com uma linda jogada individual, ele passou no meio de dois jogadores, e acertou um chutaço no ângulo do goleiro Gatito Fernández (a bola ainda bateu no travessão antes de entrar).
| “ | "Estou muito feliz por ter marcado este gol, que foi muito importante. Estava buscando este gol há muito tempo, mas nem sempre as coisas acontecem do jeito que queremos. Tomara que este seja o primeiro de muitos gols pelo Flamengo". | ” |

Este gol foi eleito o mais bonito do dia, em uma enquete promovida pelo programa "É Gol!!!", da SporTV. Uma curiosidade a respeito desse gol é que, 2 dias antes, num treino, Fernandinho fez um gol muito parecido a este.
Logo após marcar pela primeira vez com a camisa rubro-negra, Fernandinho marcou seu segundo gol pelo flamengo e o seu primeiro no Brasileirão 2016, no dia 7 de setembro, em um jogo contra a Ponte Preta, novamente Fernandinho voltou a ser decisivo, o jogo estava disputado, o Flamengo ganhava da Ponte até os 20 min do 2° tempo, quando a mesma empatou e segurou o resultado até os 90 min, quando Fernandinho que tinha entrado como última substituição do Flamengo no jogo aos 32 min no lugar de Éverton, empata, e garante a vitória por 2x1 diante da macaca.

### Volta ao Grêmio
No dia 12 de Dezembro de 2016 Fernandinho retorna ao Gremio após empréstimo ao C.R. Flamengo onde teve boa passagem.
Fernandinho ainda ressaltou a vontade de permanecer no Clube de Regatas Flamengo.
"Meu desejo é ficar aqui. Estou reencontrando meu bom futebol, tendo oportunidades e jogando em alto nível. Estou feliz com o trabalho do grupo e da diretoria. Mas tenho vínculo com o Grêmio, e cabe às diretorias entrarem em acordo" — ressaltou Fernandinho.
Fernandinho mesmo na reserva foi importante na conquista da Copa Libertadores da América de 2017, onde depois da saída de Pedro Rocha ganhou a titularidade e fez o primeiro gol da final na vitória sobre o Lanús por 2x1 no estádio de La Fortaleza, na Argentina. O gol ocorreu após jogada de contra-ataque, onde ganhou na velocidade de dois zagueiros da equipe argentina e fuzilou sem chances para o goleiro Andrada.

### Retrô
Em 20 de janeiro de 2023, Fernandinho foi anunciado pelo Retrô para o ano de 2023. Ele é o grande reforço do clube pernambucano para o estadual e os demais campeonatos. 

## Estatísticas
Até 3 de dezembro de 2017.

### Clubes
| Clube             | Temporada         | Campeonato nacional | Campeonato nacional | Campeonato nacional | Copa nacional[a] | Copa nacional[a] | Copa nacional[a] | Competições continentais[b] | Competições continentais[b] | Competições continentais[b] | Outros torneios[c] | Outros torneios[c] | Outros torneios[c] | Total | Total | Total   |
| Clube             | Temporada         | Jogos               | Gols                | Assist.             | Jogos            | Gols             | Assist.          | Jogos                       | Gols                        | Assist.                     | Jogos              | Gols               | Assist.            | Jogos | Gols  | Assist. |
| ----------------- | ----------------- | ------------------- | ------------------- | ------------------- | ---------------- | ---------------- | ---------------- | --------------------------- | --------------------------- | --------------------------- | ------------------ | ------------------ | ------------------ | ----- | ----- | ------- |
| Cambé             | 2004              | —                   | —                   | —                   | —                | —                | —                | —                           | —                           | —                           | 0                  | 0                  | 0                  | 0     | 0     | 0       |
| Cambé             | 2005              | —                   | —                   | —                   | —                | —                | —                | —                           | —                           | —                           | 0                  | 0                  | 0                  | 0     | 0     | 0       |
| Cambé             | Total             | 0                   | 0                   | 0                   | 0                | 0                | 0                | 0                           | 0                           | 0                           | 0                  | 0                  | 0                  | 0     | 0     | 0       |
| Central           | 2005              | —                   | —                   | —                   | —                | —                | —                | —                           | —                           | —                           | 25                 | 10                 | 0                  | 25    | 10    | 0       |
| Central           | 2006              | —                   | —                   | —                   | —                | —                | —                | —                           | —                           | —                           | 24                 | 9                  | 0                  | 24    | 9     | 0       |
| Central           | Total             | 0                   | 0                   | 0                   | 0                | 0                | 0                | 0                           | 0                           | 0                           | 49                 | 19                 | 0                  | 49    | 19    | 0       |
| Ferroviário       | 2006              | 28                  | 8                   | 0                   | —                | —                | —                | —                           | —                           | —                           | —                  | —                  | —                  | 28    | 8     | 0       |
| Ferroviário       | Total             | 28                  | 8                   | 0                   | 0                | 0                | 0                | 0                           | 0                           | 0                           | 0                  | 0                  | 0                  | 28    | 8     | 0       |
| Iraty             | 2007              | —                   | —                   | —                   | —                | —                | —                | —                           | —                           | —                           | 0                  | 0                  | 0                  | 0     | 0     | 0       |
| Iraty             | Total             | 0                   | 0                   | 0                   | 0                | 0                | 0                | 0                           | 0                           | 0                           | 0                  | 0                  | 0                  | 0     | 0     | 0       |
| Daejeon           | 2007              | 9                   | 1                   | 0                   | —                | —                | —                | —                           | —                           | —                           | —                  | —                  | —                  | 9     | 1     | 0       |
| Daejeon           | Total             | 9                   | 1                   | 0                   | 0                | 0                | 0                | 0                           | 0                           | 0                           | 0                  | 0                  | 0                  | 9     | 1     | 0       |
| Citizen           | 2007–08           | 0                   | 0                   | 0                   | —                | —                | —                | —                           | —                           | —                           | —                  | —                  | —                  | 0     | 0     | 0       |
| Citizen           | Total             | 0                   | 0                   | 0                   | 0                | 0                | 0                | 0                           | 0                           | 0                           | 0                  | 0                  | 0                  | 0     | 0     | 0       |
| Grêmio Barueri    | 2008              | 15                  | 4                   | 0                   | —                | —                | —                | —                           | —                           | —                           | —                  | —                  | —                  | 15    | 4     | 0       |
| Grêmio Barueri    | 2009              | 19                  | 4                   | 6                   | —                | —                | —                | —                           | —                           | —                           | 16                 | 2                  | 0                  | 35    | 6     | 6       |
| Grêmio Barueri    | Total             | 34                  | 8                   | 6                   | 0                | 0                | 0                | 0                           | 0                           | 0                           | 16                 | 2                  | 0                  | 50    | 10    | 6       |
| São Paulo         | 2010              | 18                  | 1                   | 3                   | —                | —                | —                | 8                           | 1                           | 1                           | 10                 | 4                  | 0                  | 36    | 6     | 4       |
| São Paulo         | 2011              | 19                  | 1                   | 1                   | 4                | 1                | 0                | 3                           | 0                           | 1                           | 13                 | 4                  | 3                  | 39    | 6     | 5       |
| São Paulo         | 2012              | 6                   | 0                   | 0                   | 6                | 0                | 0                | —                           | —                           | —                           | 17                 | 5                  | 0                  | 29    | 5     | 0       |
| São Paulo         | Total             | 43                  | 2                   | 4                   | 10               | 1                | 0                | 11                          | 1                           | 2                           | 40                 | 13                 | 3                  | 104   | 17    | 9       |
| Al-Jazira         | 2012–13           | 24                  | 5                   | 0                   | 9                | 4                | 0                | 6                           | 0                           | 0                           | 1                  | 0                  | 0                  | 40    | 9     | 0       |
| Al-Jazira         | Total             | 24                  | 5                   | 0                   | 9                | 4                | 0                | 6                           | 0                           | 0                           | 1                  | 0                  | 0                  | 40    | 9     | 0       |
| Atlético Mineiro  | 2013              | 23                  | 6                   | 5                   | 2                | 1                | 1                | —                           | —                           | —                           | 2                  | 0                  | 0                  | 27    | 7     | 6       |
| Atlético Mineiro  | 2014              | 6                   | 1                   | 0                   | —                | —                | —                | 7                           | 1                           | 0                           | 7                  | 0                  | 0                  | 20    | 2     | 0       |
| Atlético Mineiro  | Total             | 29                  | 7                   | 5                   | 2                | 1                | 1                | 7                           | 1                           | 0                           | 9                  | 0                  | 0                  | 47    | 9     | 4       |
| Grêmio            | 2014              | 13                  | 0                   | 2                   | 0                | 0                | 0                | —                           | —                           | —                           | —                  | —                  | —                  | 13    | 0     | 2       |
| Grêmio            | Total             | 13                  | 0                   | 2                   | 0                | 0                | 0                | 0                           | 0                           | 0                           | 0                  | 0                  | 0                  | 13    | 0     | 2       |
| Hellas Verona     | 2014–15           | 6                   | 0                   | 0                   | —                | —                | —                | —                           | —                           | —                           | —                  | —                  | —                  | 6     | 0     | 0       |
| Hellas Verona     | Total             | 6                   | 0                   | 0                   | 0                | 0                | 0                | 0                           | 0                           | 0                           | 0                  | 0                  | 0                  | 6     | 0     | 0       |
| Grêmio            | 2015              | 16                  | 1                   | 1                   | 6                | 0                | 0                | —                           | —                           | —                           | —                  | —                  | —                  | 22    | 1     | 1       |
| Grêmio            | 2016              | —                   | —                   | —                   | —                | —                | —                | 2                           | 0                           | 0                           | 8                  | 1                  | 1                  | 10    | 1     | 1       |
| Grêmio            | Total             | 16                  | 1                   | 1                   | 6                | 0                | 0                | 2                           | 0                           | 0                           | 8                  | 1                  | 1                  | 32    | 2     | 2       |
| Flamengo          | 2016              | 25                  | 3                   | 3                   | 3                | 0                | 0                | 4                           | 1                           | 0                           | —                  | —                  | —                  | 32    | 4     | 3       |
| Flamengo          | Total             | 25                  | 3                   | 3                   | 3                | 0                | 0                | 4                           | 1                           | 0                           | 0                  | 0                  | 0                  | 32    | 4     | 3       |
| Grêmio            | 2017              | 28                  | 9                   | 2                   | 5                | 0                | 0                | 13                          | 1                           | 0                           | 11                 | 2                  | 0                  | 57    | 12    | 2       |
| Grêmio            | Total             | 25                  | 8                   | 2                   | 5                | 0                | 0                | 11                          | 0                           | 0                           | 11                 | 2                  | 0                  | 57    | 12    | 2       |
| Total na Carreira | Total na Carreira | 234                 | 35                  | 21                  | 30               | 6                | 1                | 36                          | 3                           | 2                           | 134                | 37                 | 4                  | 462   | 90    | 32      |

- a. ^ Jogos da Copa do Brasil e Etisalat Emirates Cup
- b. ^ Jogos da Liga dos Campeões da AFC, Copa Libertadores da América e Copa Sul-Americana
- c. ^ Jogos do Campeonato Paranaense, Campeonato Pernambucano, Campeonato Cearense, Campeonato Paulista, Campeonato Mineiro, Supercopa dos Emirados Árabes Unidos, Copa do Mundo de Clubes da FIFA, Campeonato Gaúcho e Primeira Liga do Brasil

|          | Data                   | Local                                      | Resultado | Adversário          | Gols | Assist. | Competição                    |
| -------- | ---------------------- | ------------------------------------------ | --------- | ------------------- | ---- | ------- | ----------------------------- |
| Grêmio   |                        |                                            |           |                     |      |         |                               |
| 378.     | 3 de abril de 2016     | Arena do Grêmio, Porto Alegre, Brasil      | 2–2       | Juventude           | 0    | 0       | Campeonato Gaúcho de 2016     |
| Flamengo |                        |                                            |           |                     |      |         |                               |
| 379.     | 20 de abril de 2016    | Raulino de Oliveira, Volta Redonda, Brasil | 3–0       | Confiança           | 0    | 0       | Copa do Brasil de 2016        |
| 380.     | 4 de maio de 2016      | Arena Castelão, Fortaleza, Brasil          | 1–2       | Fortaleza           | 0    | 0       | Copa do Brasil de 2016        |
| 381.     | 18 de maio de 2016     | Raulino de Oliveira, Volta Redonda, Brasil | 1–2       | Fortaleza           | 0    | 0       | Copa do Brasil de 2016        |
| 382.     | 29 de maio de 2016     | Moisés Lucarelli, Campinas, Brasil         | 2–1       | Ponte Preta         | 0    | 0       | Campeonato Brasileiro de 2016 |
| 383.     | 5 de junho de 2016     | Mané Garrincha, Brasília, Brasil           | 1–2       | Palmeiras           | 0    | 1       | Campeonato Brasileiro de 2016 |
| 384.     | 15 de junho de 2016    | Mineirão, Belo Horizonte, Brasil           | 1–0       | Cruzeiro            | 0    | 0       | Campeonato Brasileiro de 2016 |
| 385.     | 19 de junho de 2016    | Mané Garrincha, Brasília, Brasil           | 2–2       | São Paulo           | 0    | 0       | Campeonato Brasileiro de 2016 |
| 386.     | 22 de junho de 2016    | Arruda, Recife, Brasil                     | 1–0       | Santa Cruz          | 0    | 0       | Campeonato Brasileiro de 2016 |
| 387.     | 26 de junho de 2016    | Arena das Dunas, Natal, Brasil             | 1–2       | Fluminense          | 0    | 0       | Campeonato Brasileiro de 2016 |
| 388.     | 10 de julho de 2016    | Mané Garrincha, Brasília, Brasil           | 2–0       | Atlético Mineiro    | 0    | 1       | Campeonato Brasileiro de 2016 |
| 389.     | 16 de julho de 2016    | Luso Brasileiro, Rio de Janeiro, Brasil    | 3–3       | Botafogo            | 0    | 0       | Campeonato Brasileiro de 2016 |
| 390.     | 25 de julho de 2016    | Kléber Andrade, Cariacica, Brasil          | 2–1       | América Mineiro     | 0    | 0       | Campeonato Brasileiro de 2016 |
| 391.     | 3 de agosto de 2016    | Arena Pantanal, Cuiabá, Brasil             | 0–0       | Santos              | 0    | 0       | Campeonato Brasileiro de 2016 |
| 392.     | 6 de agosto de 2016    | Kléber Andrade, Cariacica, Brasil          | 1–0       | Atlético Paranaense | 0    | 1       | Campeonato Brasileiro de 2016 |
| 393.     | 24 de agosto de 2016   | Orlando Scarpelli, Florianópolis, Brasil   | 2–4       | Figueirense         | 0    | 0       | Copa Sul-Americana de 2016    |
| 394.     | 31 de agosto de 2016   | Kléber Andrade, Cariacica, Brasil          | 3–1       | Figueirense         | 1    | 0       | Copa Sul-Americana de 2016    |
| 395.     | 7 de setembro de 2016  | Kléber Andrade, Cariacica, Brasil          | 2–1       | Ponte Preta         | 1    | 0       | Campeonato Brasileiro de 2016 |
| 396.     | 10 de setembro de 2016 | Barradão, Salvador, Brasil                 | 2–1       | Vitória             | 1    | 0       | Campeonato Brasileiro de 2016 |
| 397.     | 18 de setembro de 2016 | Pacaembu, São Paulo, Brasil                | 2–0       | Figueirense         | 0    | 0       | Campeonato Brasileiro de 2016 |
| 398.     | 21 de setembro de 2016 | David Arellano, Santiago, Chile            | 1–0       | Palestino           | 0    | 0       | Copa Sul-Americana de 2016    |
| 399.     | 25 de setembro de 2016 | Kléber Andrade, Cariacica, Brasil          | 2–1       | Cruzeiro            | 0    | 0       | Campeonato Brasileiro de 2016 |
| 400.     | 28 de setembro de 2016 | Kléber Andrade, Cariacica, Brasil          | 1–2       | Palestino           | 0    | 0       | Copa Sul-Americana de 2016    |
| 401.     | 1 de outubro de 2016   | Morumbi, São Paulo, Brasil                 | 0–0       | São Paulo           | 0    | 0       | Campeonato Brasileiro de 2016 |
| 402.     | 9 de outubro de 2016   | Pacaembu, São Paulo, Brasil                | 3–0       | Santa Cruz          | 0    | 0       | Campeonato Brasileiro de 2016 |
| 403.     | 13 de outubro de 2016  | Raulino de Oliveira, Volta Redonda, Brasil | 2–1       | Fluminense          | 1    | 0       | Campeonato Brasileiro de 2016 |
| 404.     | 16 de outubro de 2016  | Beira Rio, Porto Alegre, Brasil            | 1–2       | Internacional       | 0    | 0       | Campeonato Brasileiro de 2016 |
| 405.     | 23 de outubro de 2016  | Maracanã, Rio de Janeiro, Brasil           | 2–2       | Corinthians         | 0    | 0       | Campeonato Brasileiro de 2016 |
| 406.     | 29 de outubro de 2016  | Mineirão, Belo Horizonte, Brasil           | 2–2       | Atlético Mineiro    | 0    | 0       | Campeonato Brasileiro de 2016 |
| 407.     | 5 de novembro de 2016  | Maracanã, Rio de Janeiro, Brasil           | 0–0       | Botafogo            | 0    | 0       | Campeonato Brasileiro de 2016 |
| 408.     | 16 de novembro de 2016 | Mineirão, Belo Horizonte, Brasil           | 1–0       | América Mineiro     | 0    | 0       | Campeonato Brasileiro de 2016 |
| 409.     | 20 de novembro de 2016 | Maracanã, Rio de Janeiro, Brasil           | 2–2       | Coritiba            | 0    | 0       | Campeonato Brasileiro de 2016 |
| 410.     | 27 de novembro de 2016 | Maracanã, Rio de Janeiro, Brasil           | 2–0       | Santos              | 0    | 0       | Campeonato Brasileiro de 2016 |
| Grêmio   |                        |                                            |           |                     |      |         |                               |
| 411.     | 2 de fevereiro de 2017 | Arena do Grêmio, Porto Alegre, Brasil      | 2–0       | Ypiranga            | 1    | 0       | Campeonato Gaúcho de 2017     |

## Títulos
Grêmio Barueri
- Campeonato Paulista do Interior: 2008

Grêmio
- Copa Libertadores: 2017

Retrô
- Série D: 2024

### Prêmios individuais
- Revelação do Campeonato Brasileiro: 2009[21]
- 2º Melhor jogador do Troféu Armando Nogueira: 2009[22]
- 3º Melhor atacante da Bola de Prata: 2009 e 2013[23]